# Драги Стаменковић
Миодраг Драги Стаменковић (Лесковац, 29. фебруар 1920 — Београд, 17. фебруар 2004) био је учесник Народноослободилачке борбе, друштвено-политички радник СФР Југославије и СР Србије и народни херој Југославије. Од 17. новембра 1964. до 6. маја 1967. године обављао је функцију председника Извршног већа Скупштине СР Србије.

## Биографија
Рођен је 29. фебруара 1920. године у Лесковцу. Основну школу и два разреда гимназије завршио је у родном граду, а Трговачку школу у Београду. Од 1935. године активно је деловао у УРС-овим синдикатима. Члан Комунистичке партије Југославије (КПЈ) постао је 1937. године. Почетком 1938. године постао је секретар једне партијске организације текстилаца на Карабурми. Због учешћа у бројним акцијама, хапшен је и затваран неколико пута, а средином децембра 1940. ухапшен је и у Управи града тешко мучен. У јесен 1940. године кооптиран је у Покрајински комитет СКОЈ-а за Србију.

### Народноослободилачка борба
Одмах по капитулацији земље, као члан ПК СКОЈ, одржавао је везу између ПК и руководства СКОЈ-а у Лесковцу и Нишу, а касније и са Зајечаром и радио на учвршћивању партијских организација и припремама устанка. Под његовим руководством, у лето 1941. године, формиран је Кукавички партизански одред. Када је Одред ојачао, по задатку КПЈ вратио се на рад у ПК СКОЈ, а затим отишао на партијски рад у Нишки округ. Средином децембра 1941. године ухапшен је и мучен. Трећег дана мучења успео је да побегне из затвора и да се повеже са члановима Окружног комитета СКОЈ-а за Ниш. Убрзо је био именован за партијског руководиоца у партизанском одреду на Пасјачи. У лето 1942, од ПК КПЈ за Србију добио је задатак да у Нишу формира Покрајинско повереништво КПЈ за југоисточну Србију. У Нишу је остао на партијском раду до 3. септембра 1942., када се због провале склонио у Лесковац. Пошто је био постављен за секретара ПК СКОЈ-а, 20. октобра 1943. прешао је на политички рад у Београд, где је радио на стварању Савеза антифашистичке омладине Србије.
Јула 1943. године обилазио је организације и руководства КПЈ и СКОЈ-а на територији Шумадије. Пошто је обавио овај задатак, у септембру, као члан ПК КПЈ за Србију, отишао је у Лесковац, а затим се пребацио на слободну територију Јабланице и Црне Траве. Ту је политички радио на терену и у партизанским одредима. После одласка Прве јужноморавске бригаде у Санџак, остао је на територији Јабланице, где је политички деловао у партизанским одредима, одржавао везу са ПК КПЈ и, по задатку ПК КПЈ, вршио кадровске промене у партизанским одредима и бригадама.
Од пролећа 1944. године радио је на формирању партијских руководстава и јачању партизанских одреда, одржавао саветовања са организацијама и руководствима СКОЈ-а, радио на стварању организација УСАОС-а, покретању листа омладине Србије и припремању Првог конгреса антифашистичке омладине Србије.

### Послератна каријера
Априла 1945. године постао је организациони секретар Месног комитета КПЈ за Београд, 1948. године је изабран за организационог секретара Централног комитета Комунистичке партије Србије, а крајем 1949. за секретара Обласног комитета КПЈ за Београдску област. Године 1950. био је министар у влади Србије и председник Савета за енергетику и екстрактивну индустрију, а од 1951. године председник Републичког већа Савеза синдиката Србије и потпредседник Централног већа Савеза синдиката Југославије. Од 1962. до 1963. године био је председник Привредне коморе Србије, од 1963. до 1964. године секретар Градског комитета СК Београд, а од 17. новембра 1964. до 6. маја 1967. године председник Извршног већа Скупштине СР Србије.
Од 1967. године био је председник Републичког одбора Социјалистичког савеза радног народа Србије. Биран је за члана Централног комитета СКЈ од Петог до Осмог конгреса СКЈ. У међувремену је био завршио Вишу партијску школу „Ђуро Ђаковић“ у Београду. Члан Централног комитета СК Србије био је од 1945. до 1968. године. Био је народни посланик Скупштине СР Србије и савезни посланик у више сазива. Био је члан Председништва Савезног одбора ССРН Југославије, Председништва СФР Југославије и Савета федерације, те амбасадор СФР Југославије у Уједињеном Краљевству и Бразилу. Децембра 1985. изабран је за члана Савета федерације.
Умро је 17. фебруара 2004. године у Београду. Сахрањен је на Новом гробљу у Београду.
Носилац је Партизанске споменице 1941. и више других одликовања, међу којима су — Орден народног ослобођења, Орден југословенске звезде с лентом, Орден заслуга за народ са златном звездом, Орден братства и јединства са златним венцем и Орден за храброст. Орденом народног хероја одликован је 6. јула 1953. године.

## Породица
Драги Стаменковић потиче из познате радничке породице. Осим њега, у радничком покрету учествовао је његов брат Трајко, секретар ПК КПЈ за Србију и народни херој, и сестра Лепосава, истакнута организаторка текстилних радника на Карабурми у Београду.